# 袁旃
袁旃（1941年—），生於重慶，是台灣的視覺藝術家，以創作中國水墨畫而聞名。她在台灣修讀中國畫，其後在比利時攻讀文物保育，並取得博士學位。完成學業回到台灣後，她在台北國立故宫博物院的器物處工作了三十多年。她的作品借鑑古董原型和大師畫作，並以幾何圖案，鮮豔用色結合日常生活去詮釋視覺傳統。   

## 學歷
袁旃出生於四川重慶。她在台灣省立師範學院藝術系（今國立台灣師範大學美術學系）讀書時受到溥心畬和黃君璧等國畫大師指導，其後移居到比利時，並在1966年於鲁汶天主教大学取得考古美術史碩士學位。1968年，她獲得比利時皇家文物維護學院（IRPA）的文化保育博士學位。裝飾藝術、新藝術、立體主義及超現實主義對她的作品影響甚深。   

## 作品
袁旃在作品中使用顏色鮮豔的礦物水粉（例如以孔雀石粉呈現綠色、以青金石粉呈現藍色）來描繪藍綠色的景觀。 她的視覺語言融合了中國藝術傳統、歐洲油畫以及她的個人經歷。 她採用古典中國藝術元素，卻沒有遵循傳統的規則。她以跨地域方式詮釋中國藝術，因此挑戰了以歐美藝術史作為中心學說的地位。 袁旃直到四十歲才恢復繪畫創作，自1987年再次拿起畫筆以來，袁旃試圖以傳統為基礎，並結合她的生活經驗、技巧和知識去尋找創新的作畫方法。

## 展覽
袁旃近期的個展包括：「袁旃」，巴黎蓬皮杜國家藝術和文化中心，2020年； 「戲古幻今—袁旃創作二十五年曆程展」，高雄市立美術館，2012年； 她參加的群展包括：「似重若輕：M+水墨藏品」，香港M+展亭，2017年； 「記憶的交織與重疊：後解嚴台灣水墨」，台中國立台灣美術館，2017年； 「美麗臺灣—台灣近現代名家經典作品展（1911-2011）」，北京中國美術館及上海中華藝術宮，2012年；「未來通行證—從亞洲到全球」，第54屆威尼斯雙年展，2011年。